# Luxembourg au Concours Eurovision de la chanson 1992
Le Luxembourg a participé au Concours Eurovision de la chanson 1992, le 9 mai à Malmö, en Suède. C'est la 36e participation luxembourgeoise au Concours Eurovision de la chanson.
Le pays est représenté par la chanteuse Marion Welter et la chanson Sou fräi, sélectionnées par RTL Hei Elei au moyen d'une finale nationale.

## Sélection interne

### Finale nationale luxembourgeoise 1992
Le radiodiffuseur luxembourgeois, RTL Hei Elei (succédant à RTL Télévision), organise une sélection nationale, pour sélectionner la chanson représentant la Luxembourg au Concours Eurovision de la chanson 1992, l'artiste ayant été sélectionné en interne. 
C'est la quatrième fois de son histoire, que RTL organise une finale nationale plutôt que la sélection interne habituelle.

#### Finale
La finale nationale luxembourgeoise 1992, a eu lieu le 15 mars 1992 aux studios de RTL à Luxembourg.
Deux chansons participent à la finale nationale luxembourgeoise, toutes interprétées en luxembourgeois par Marion Welter.
| Ordre | Artiste       | Chanson         | Traduction          | Points | Place |
| ----- | ------------- | --------------- | ------------------- | ------ | ----- |
| 1     | Marion Welter | Sou fräi        | Si libre            | NC     | 1     |
| 2     | Marion Welter | Iwwerall doheem | Partout à la maison | NC     | 2     |

Lors de cette sélection, c'est la chanson Sou fräi, interprétée par Marion Welter, qui fut choisie. 
Le chef d'orchestre sélectionné pour le Luxembourg à l'Eurovision est Christian Jakob.

## À l'Eurovision

### Points attribués par le Luxembourg
| 12 points | Malte       |
| 10 points | Irlande     |
| 8 points  | Israël      |
| 7 points  | Royaume-Uni |
| 6 points  | Danemark    |
| 5 points  | Islande     |
| 4 points  | Norvège     |
| 3 points  | Espagne     |
| 2 points  | Yougoslavie |
| 1 point   | Belgique    |

### Points attribués au Luxembourg
| 12 points | 10 points | 8 points | 7 points | 6 points |
| --------- | --------- | -------- | -------- | -------- |
|           | - Malte   |          |          |          |
| 5 points  | 4 points  | 3 points | 2 points | 1 point  |
|           |           |          |          |          |

Marion Welter interprète Sou fräi en quatorzième position lors de la soirée du concours, suivant la Suisse et précédant l'Autriche.
Au terme du vote final, le Luxembourg termine 21e sur 23 pays, ayant reçu 10 points au total, provenant tous du jury maltais,. Le Luxembourg attribue ses douze points à Malte.